# Stade de la Blancherie
Le Stade de la Blancherie est un stade à Delémont en Suisse. C'est le stade des SR Delémont et il a une capacité de 5 263 personnes.
Le stade dispose de 600 places assises et de 4 600 places debout.